# 大牌檔

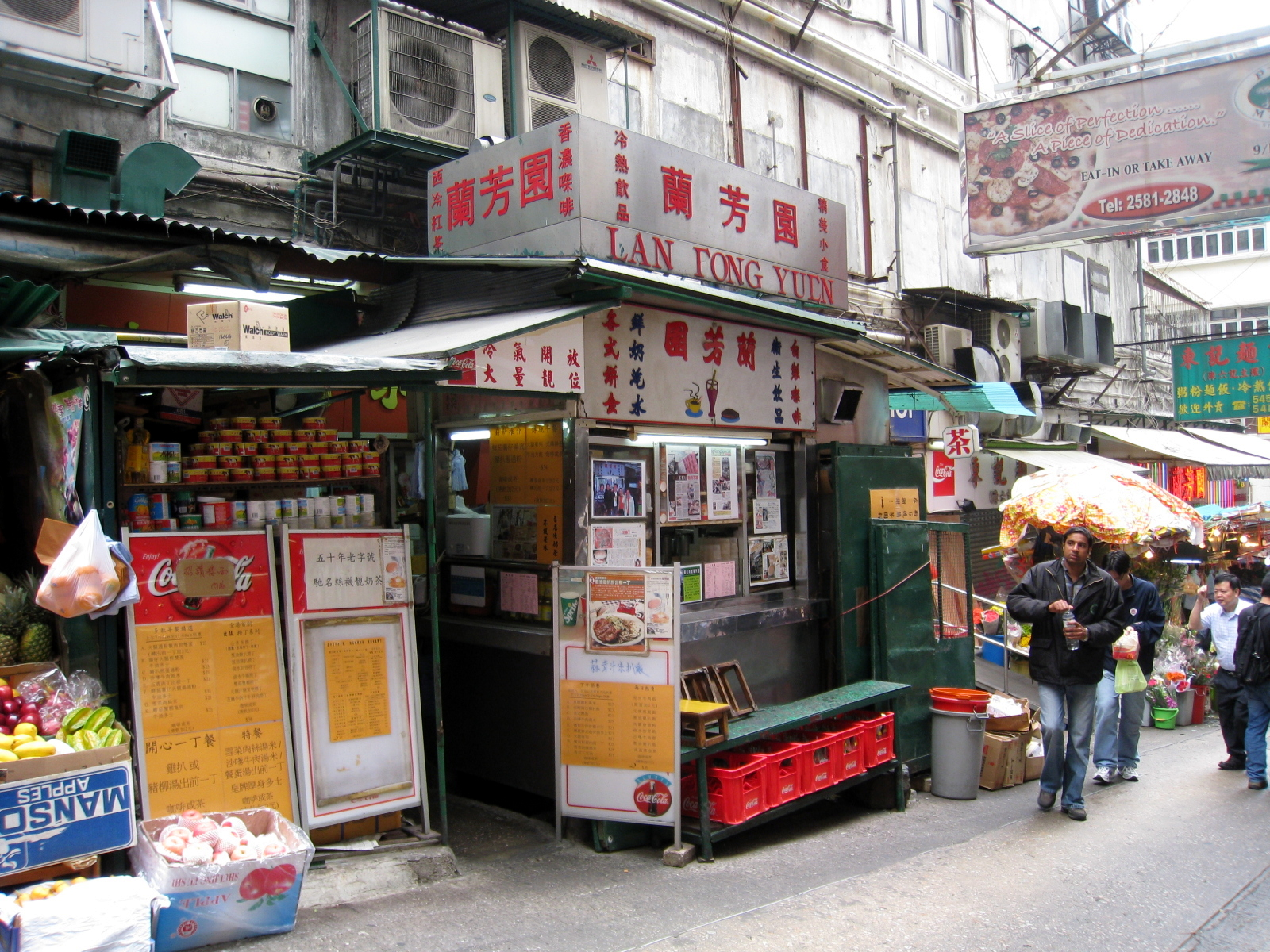
香港中環結志街的一個大牌檔舖位

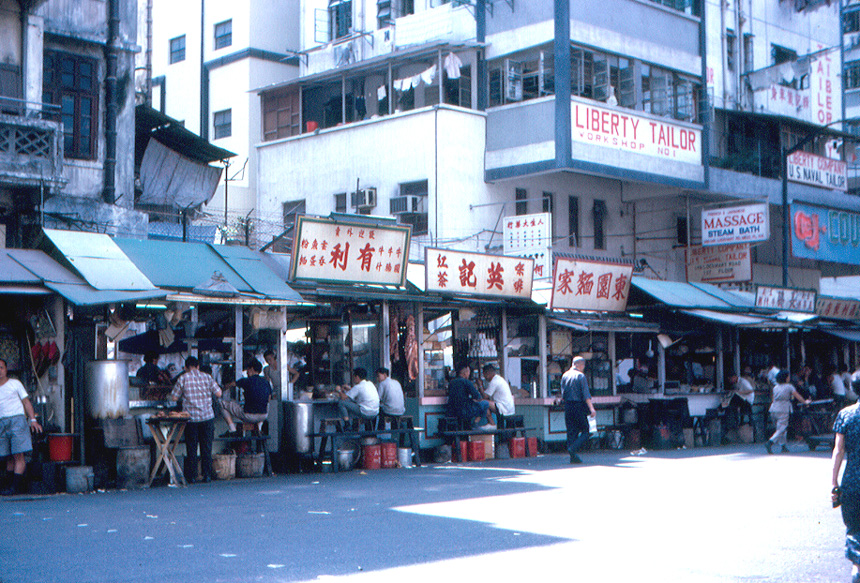
1967年灣仔柯布連道街邊的大牌檔

大牌檔又稱大排檔或茶檔，是源於香港在十九世紀中葉設立的小販發牌制度而出現的一種食肆，規定合法擺賣及經營熟食的小販必須在當眼位置展示牌照，這類在街頭露天經營熟食的大牌檔，因為食物種類繁多而且價格低廉，所以深受中下階層歡迎，在1950年代至1960年代更進入全盛時期，成為香港飲食文化重要組成部分，後來在廣東地區也成為一種很受歡迎的街頭露天食肆（或臨街經營食肆），可是在香港的大牌檔卻因為經濟發展而日漸式微，至近年方受到社會重視及加強保育。

## 歷史源流
香港政府在1847年設立的小販牌照成為大牌檔的緣起。1921年，政府將小販分成固定小販牌照和流動小販牌照兩種牌照，前者稱「大牌」，後者稱「小牌」，惟其時明文不見有「大牌檔」之稱，而是統稱熟食檔。
香港重光之後的1950年代，政府將大牌和經營熟食檔的牌照二合為一，使街頭熟食攤販成為「大牌檔」。由於經歷二戰的炮火後香港百廢待興，但此時又有大批難民從中國大陸湧入，居民謀生不易，政府為了增加就業機會及安撫在香港日佔時期中傷亡公務員的家屬，於是發出可在公眾地方經營小型熟食檔的特別牌照。為避免街頭出現大量未經批准擺賣熟食的攤檔，政府因此規定持牌的固定熟食檔需要展示牌照，相比其他路邊攤，固定熟食檔的牌照是註有持牌人及檔位資料的一張大紙，這個牌照需要裱裝起來及掛在檔位的當眼位置，因此這類街頭熟食檔被稱為「大牌檔」，意思是持有大牌照的檔位，這個牌照的正式名稱是「固定攤位（熟食或小食）小販牌照」，而大牌檔所持的牌照是屬於「固定攤位（熟食或小食）小販牌照」之中可在街上固定位置販售熟食的一種。這類熟食檔當時受到市政局屬下市政總署的管理。
這類固定熟食檔的外觀近似一個擺放在街頭的巨型鐵皮箱，因為鐵皮容易生銹，所以大牌檔都塗上綠色的油漆防止銹蝕，選用綠色並不是法例規定，而是綠色在二次大戰後是最便宜的油漆顏色之一。由於綠色在軍事上具有保護色的作用，綠色成為二戰時期英美盟軍在坦克和軍車的塗裝主要顏色，因此全世界的油漆廠在二戰期間都大量生產綠色的顏料，到二戰結束後，綠色和具有相同用途的啡色、灰色和黑色的油漆，便成為戰爭剩餘物資，因為戰後有大量庫存，所以這四種顏色的油漆，售價比其他色彩低廉，而綠色又較啡色、灰色和黑色鮮豔，成為便宜又實用的油漆顏色。香港經濟在二戰後至1960年代仍是處於全球較低的水平，因此政府、企業和市民在購買油漆時都傾向選擇較廉價的綠色，當時的香港電車、香港纜車、天星小輪、九鐵的柴油機車和車卡、路旁的街燈柱和欄杆、街上的報攤和唐樓的窗框等等，都漆上綠色的油漆作為防銹和粉飾之用，大牌檔的檔主為檔位塗上油漆時也不約而同選用成本較低的綠色。檔位內存放有煮食所需的器具，店主在清晨開始營業時會先搭起帆布帳篷，並在周圍擺放多張可摺叠的飯桌和摺凳，到晚上收工時，店主會將帳篷收起，並把已摺起的飯桌和摺凳用鐵鍊鎖在檔位附近，最後用蓋板將鐵皮檔的開口封好及鎖上，防止放在檔位內的財物被盜。
1970年代起，政府以整頓市容為由，對大牌檔的經營逐漸施加限制，安排分散在街道各處的大牌檔集中經營，部分大牌檔需要遷入熟食中心，如果不願意搬遷可交還牌照，並領取指定金額的補償，政府更於1972年停止發出經營大牌檔所需的「固定攤位（熟食或小食）小販牌照」，自此香港再沒有持有這種牌照的新大牌檔開業。香港政府在1970年代初推行十年建屋計劃，政府大量興建公營房屋，由於公共屋邨人口密集，為滿足居民日常生活所需，於是在屋邨範圍的空地設立了俗稱「冬菇亭」的熟食舖位，這類熟食檔位無需經營者自行搭建廚房和鋪面，而是作為配套公共設施與房屋大廈一同興建，並以租用形式將檔位出租給經營者。由於大部分冬菇亭的上蓋都是十分細小，所以經營者大多會往外搭建帆布帳篷，以便擺放更多枱凳招呼客人，令外觀如同大牌檔，而且經營模式與大牌檔十分相似，因此在日常口語中也常稱之為「大牌檔」。
1980年代，香港政府認為大牌檔的衛生環境欠佳，容易助長蚊蟲老鼠的滋生，繼而引發傳染病，而在凌晨繼續經營的大牌檔會發出大量噪音，加上煮食會產生大量油煙，常被附近的居民投訴影響作息，政府於是進一步收緊政策將大牌檔逐漸取締，舊牌照的持牌人及其配偶逝世後，子女也不得承繼；政府亦於1983年設立特惠金計劃以現金補償誘使持牌人交還牌照，及鼓勵在街邊經營的大牌檔遷到位於市政大廈的熟食中心，俗稱「上樓」；然而熟食中心通常位於街市大廈的二、三樓，除了不如街頭當眼外，較早期落成的街市大廈普遍沒有扶手電梯，出入較為不便，較難吸引食客入內，當時的街市大廈也未加裝空調系統，在夏季的室內溫度可能比街邊的開放式空間更為酷熱，而且街市大廈對營業範圍和營業時間都有較大規限，所以大牌檔經營者大多不願意主動遷入街市大廈內的熟食中心。曾經在香港市區隨處可見的大牌檔，因為政府停止發牌，原牌照持有人過世及舊區重建等原因而日漸式微。
早年的中環、上環及灣仔一帶，都是香港人口及商貿活動的集中地，遂成為大牌檔的發祥地。這些早期香港市區在踏入1980年代後漸次進行舊區重建，不少大牌檔因位處重建區域，土地需要收回發展，加上早年獲發牌的持牌人已經年邁，政府又不許子女繼承牌照，惟有將牌照交還政府，亦有部分是被政府要求收回，期間很多大牌檔因此結業，但也有大牌檔經營者在交還牌照及領取補償金後，選擇繼續重操故業，遷入地舖經營麵鋪或茶餐廳，香港有一些食肆是發跡自街邊大牌檔，例如原址灣仔克街的再興燒臘飯店、中環廣源西街的鏞記，以至九記牛腩，均由大牌檔起家，今天成為香港著名食府。
2005年，香港有28家持有「大牌檔」牌照的食店，集中在中環士丹利街、吉士笠街、美輪街、伊利近街和結志街，大坑安庶庛街，九龍深水埗耀東街、石硤尾街和基隆街。鄰近香港及兩地文化相近的澳門本來也有不少大牌檔，但同樣因為市容和衛生問題，被要求遷往附近街市的熟食攤檔經營，在下環及各堂區仍有為分散的傳統街邊大牌檔；較為人熟悉的典型是在營地大街的保記牛腩河和氹仔大利來豬扒包，已消失的有在前工人球場側的較大型的大牌檔。一直以來，大牌檔除了要面對政府政策的轉變外，也要面對舊區重建的影響，所以大部分大牌檔不是已經結業，就是搬遷到街市大廈的熟食中心，或者轉型為茶餐廳。在香港社會對大牌檔飲食文化的保育聲音漸增下，政府於2009年宣布大牌檔活化計劃，為中環的10個大牌檔進行排污改善工程，並研究為檔位接駁煤氣。

#### 大牌檔文化

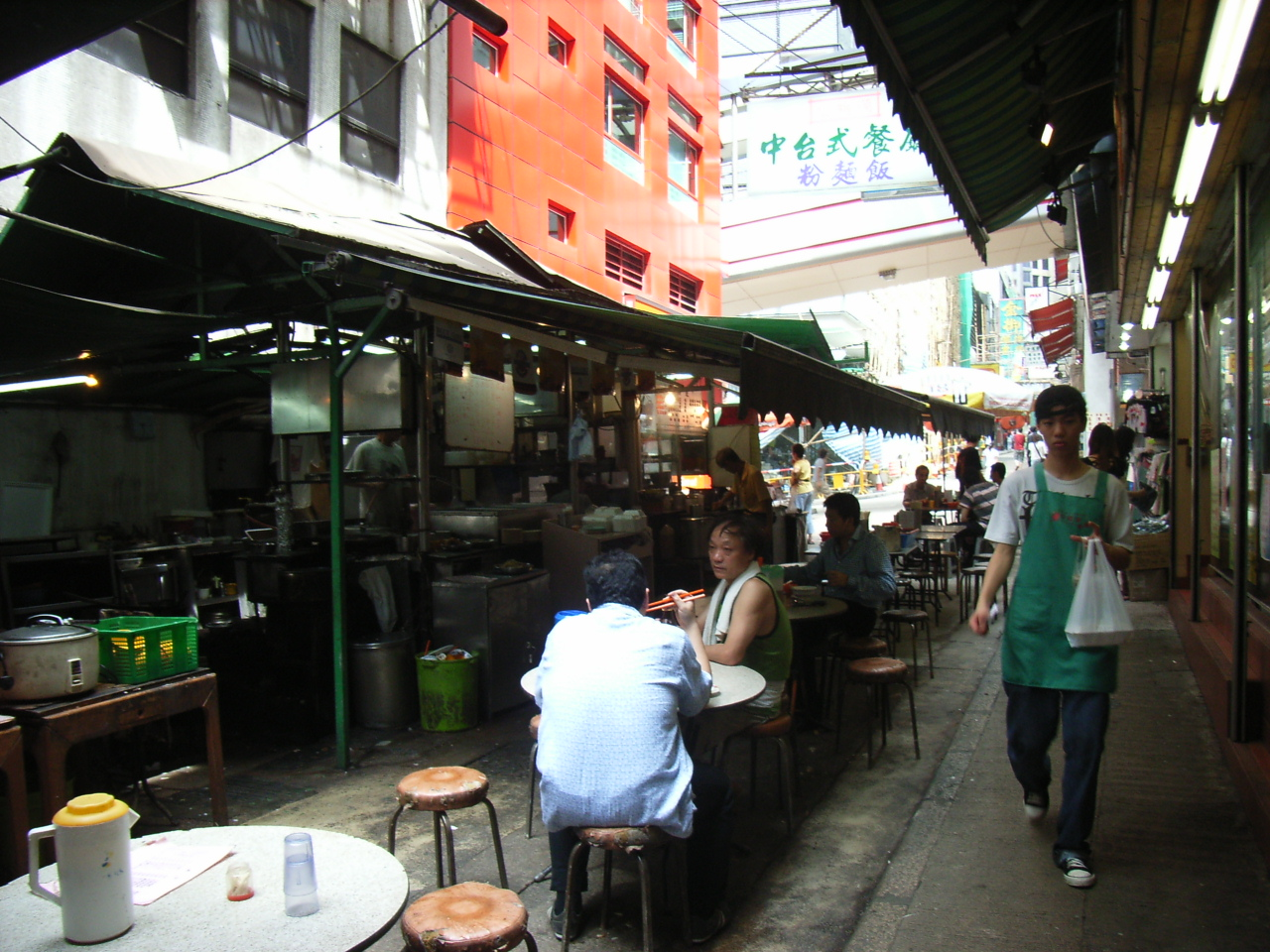
在中環士丹利街的大牌檔，可見半露天的用餐環境

大牌檔是源於香港的食肆，而大牌檔文化已成為香港獨特的街頭飲食文化之一。以前的大牌檔多數由鐵皮和木板砌成，構成半開放式的廚房和鋪面，顏色以綠色為主，其餘部分最多只有用帆布搭建而成的上蓋，在鋪面周圍擺放有多張可收摺的桌子，有部分桌子更露天擺放，甚至佔用路面。桌子的中央擺放著插有大量筷子的筷子筒，杯子和碗子會倒轉擺放避免內面被路邊的灰塵沾污，另有一些調味料會放在桌子上供客人使用；圍著桌子的座位全部是摺凳，舒適環境欠奉，當然不會有空氣調節，最多只是擺放電風扇加強通風，因此食客如選擇光顧大牌檔，夏天便要忍受汗流浹背，冬天則要抵著寒風，遇到雨天還常有帳篷滴水問題。大牌檔的食材和餐具通常是圍著廚房及鋪面擺放，因為檔位沒有接駁燃氣管道，所以通常使用火水作為煮食燃料，但大牌檔的煮食爐配有手動泵或電泵，可以將火水導入爐頭，因此火力很猛，火焰可以衝上超過一米高，在製作需要爆炒的菜式時可令食物很有鑊氣。由於檔位缺乏排污系統，所以一般都在檔位附近的後巷清洗廚具和餐具，污水則常被直接倒入附近道路的排水溝，未及清潔的餐具通常會用水桶暫時浸著，所以在繁忙時間，經常會有多個浸著待洗餐具的水桶被放置在檔位周圍或附近的後巷，而廚餘只是用竹籮收集及堆放在檔位附近的街頭或後巷，與同時期在香港出現的車仔麵相似，都是被認為衛生環境欠佳。
大牌檔的侍應沒有指定服飾，多數只穿上一件汗衣或背心，在肩膀搭上一條毛巾，有時還一邊抽煙一邊招呼客人（因為以前未有法例禁止在食肆吸煙，2007年經修訂的禁煙條例生效後，即使在帳篷下拿著點燃的香煙也屬違法）。每當有客人到大牌檔，侍應先會高呼「幾位呀？」（問客人的同行人數），然後指示客人到適合的座位就坐，當客人坐下後，侍應都會按人數提供一壺或每人一杯淡茶，但客人通常不喝，而是用來清洗在桌上擺放的餐具。食物通常是「即叫即做」，傳統大牌檔甚少以紙張落單，客人點餐後，侍應會高聲將菜名通知廚師，廚師憑記憶將食物依次序做好，再由侍應傳遞給客人，不同價錢的食物會分別使用不同顏色及類型的碗碟盛放，到結帳時按照碗碟的顏色和類型，以及飲品的種類計算收費，只要向侍應示意要結賬離開，侍應會喊一聲「過嚟，幾多錢？」（類似「來吧，多少錢」），老闆便會走到客人所坐的飯桌前計算收費及收錢，客人付費離座後，侍應便迅速清理飯桌及將餐具擺放好，讓其他顧客可以盡快入座。
從前的大牌檔主要顧客都是基層藍領和草根階層，學歷及收入普遍都較低，雖然大牌檔提供的進食環境不佳，但價錢比上茶樓或到茶餐廳經濟實惠，所以深受低下階層歡迎，而且在大牌檔的衣著可以很隨意，即使穿著背心、短褲和拖鞋到大牌檔進餐都不會像在餐廳般受人白眼。大牌檔在早餐及午餐時段的上菜效率很高，食客點餐後不用多久就可以進餐，符合香港較急促的生活節奏。大牌檔的晚飯及宵夜時間是全天最熱鬧的，經過一天辛勞工作的人們圍著飯桌一起進餐、喝酒和聊天，食客間談笑的聲音不絕於耳，但和餐廳不同的是，在大牌檔即使高談闊論也不會受人側目。大牌檔雖然簡陋，卻給人一種無拘無束的感覺，被認為承載著香港的飲食文化和情懷。

#### 食品和菜式

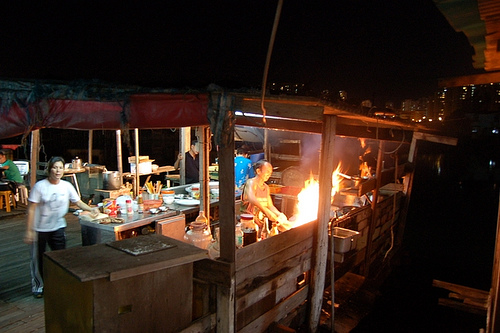
在晚上營業的大牌檔正在烹調食物

大牌檔提供多種食物，包括各式小菜和炒粉麵飯，有的主要賣粉麵，如雲吞麵、魚蛋粉、牛腩麵和牛雜河等等，也有的是賣蠔餅、燒味和滷味，並提供汽水和啤酒等飲品，到秋冬則會有時令的臘味、火鍋和煲仔飯上市。還有的主要賣粥品、油條和腸粉。有些大牌檔主要賣西式食品，包括多士、西多、三文治、菠蘿油、炸雞脾和番茄牛肉通心粉等等，並配上絲襪奶茶、咖啡或鴛鴦等飲品，亦有大牌檔主要售賣甜品和糖水，例如紅豆沙、芝麻糊和番薯糖水等等。大牌檔也有不少聞名的菜式，例如豉椒炒蜆、椒鹽豆腐、椒鹽瀨尿蝦、避風塘炒蟹和乾炒牛河就是大牌檔的著名食物。
早年的大牌檔雖然多數是專賣一類菜式，但以前通常是數家提供不同菜式的大牌檔在同一條街經營在一起，客人可在不同大牌檔點餐而在同一桌用餐。大牌檔對於香港的飲食文化起了一定的影響，香港的大牌檔雖然是以廣東菜為主流，午飯和晚餐主要都是賣廣東小炒，但香港人的用膳方式在英國統治下融入西方飲食文化，在早餐時間，大牌檔會賣午餐肉或火腿配煎蛋的通心粉，還有各式多士，並配上港式奶茶，到午飯至晚餐的時段又比照英國用膳方式售賣下午茶，這種中西合璧的飲食習慣，不但豐富了香港的飲食文化，也成為茶餐廳的雛型。

#### 店名和別稱

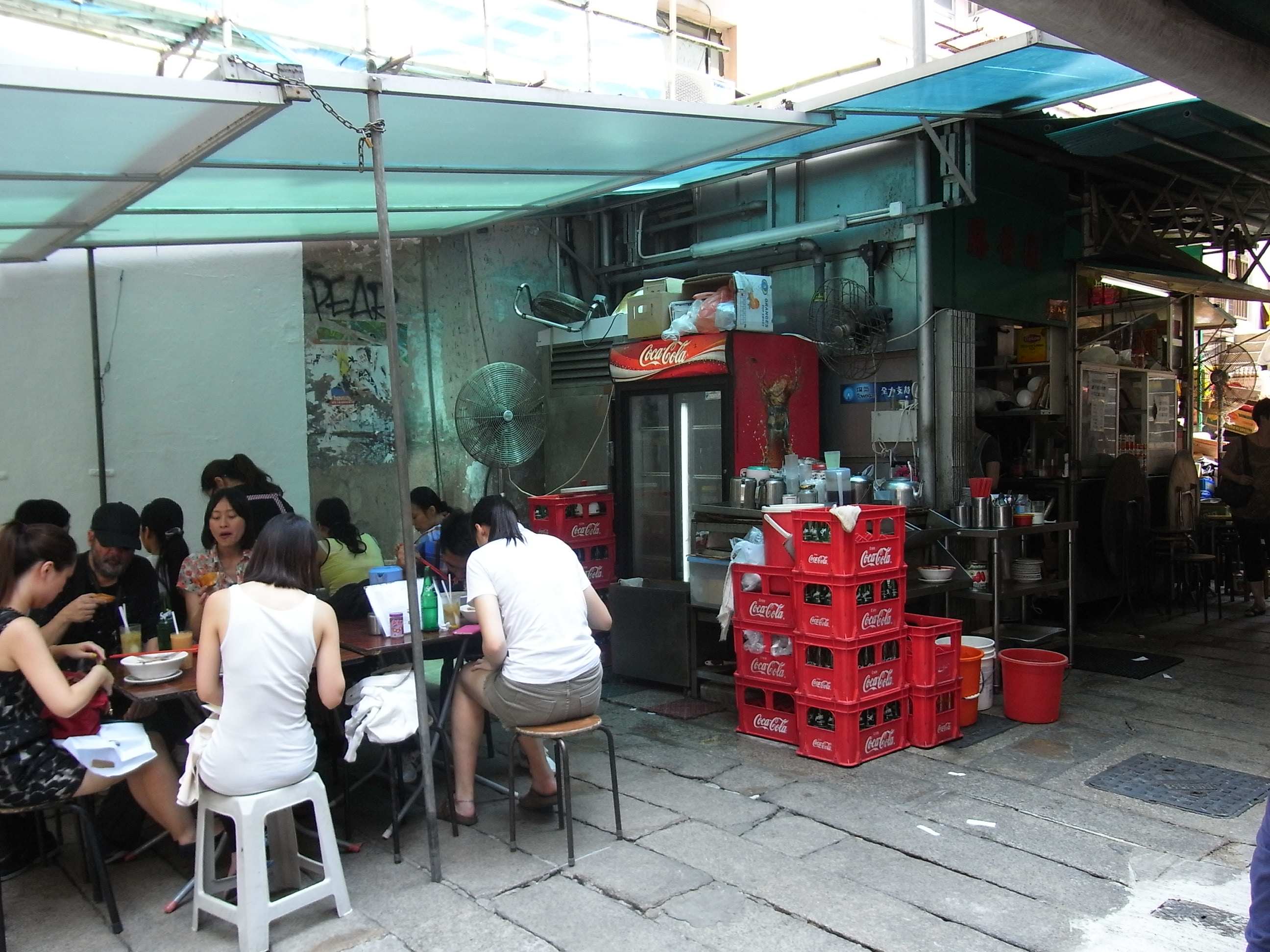
在中環美輪街的一個大牌檔，廚具、餐具、食材和飲料都圍著大牌檔的鋪面擺放

大牌檔雖然是一種食肆類別，在口語中十分流行，但由於大牌檔位處街頭，環境欠缺舒適，衛生也不理想，也難有細緻的侍應服務，但價錢比上茶樓便宜得多，所以大牌檔在香港正代表著草根階層，香港市民有時會將到大牌檔進餐稱為「踎大牌檔」，可見大牌檔在各類食肆中是屬於較低層次地位的，也很少有大牌檔在店名標明及自稱為「大牌檔」，例如在2005年因被遷拆而引起保育大牌檔議題的「民園麵家」，店名並沒有「大牌檔」的字詞。由於早年香港的大牌檔供食客使用的座位尚未使用可摺疊的摺凳，而是使用木造的長凳，食客圍著飯桌並排就坐，而且「牌」和「排」是同音字，因此「大排檔」也成為普遍的寫法。香港有些大牌檔在開業初期主要賣多士及蛋糕等茶點，並配上奶茶或咖啡，這類出售食品類型與茶座相似的大牌檔常被稱為「茶檔」，也有這類大牌檔在招牌以茶檔為名，因此大牌檔的別稱又叫「茶檔」。在東南亞一帶的馬來西亞、新加坡和泰國等有大量廣東移民的地區，並沒有大牌檔的名稱，星馬兩地稱為小販中心；越南和泰國雖然也有人在街上擺賣熟食及小吃，但是沒有大牌檔的專用名詞。除了正宗的大牌檔，因為大牌檔近年被認為是香港飲食文化的代表之一，所以現在香港市面上亦有不少用「大牌檔」或「大排檔」命名的食肆。

#### 時代變遷
在街頭的大牌檔有很多不同種類的食品提供，由於無需租用地舖經營，給食客的用餐環境也不如有空調設備和基本裝修陳設的茶餐廳，所以大牌檔的收費一般都較其他類型的持牌食肆便宜，在1970年代之前，大牌檔在香港島和九龍的舊區街道是十分常見，可是後來在政府政策及社會發展的轉變下，在1980年代後期已漸漸式微，到2000年代，全香港只剩下20多家大牌檔，主要集中在中環、深水埗和石硤尾一帶。同時一些市政大廈熟食中心裡面的食肆也會保留一點大牌檔的風味。位於尖沙咀的海防道臨時街市熟食市場於1978年設立，是用來暫時安置因為尖沙咀街市改建尖沙嘴郵局而要搬遷的大牌檔，政府選擇在行車天橋底設置這個臨時熟食市場正是因為「臨時」性質要方便日後拆除，但當年配合政府規劃而遷入的大牌檔經營者，也沒想到政府在40年後才清拆這個日久失修的臨時熟食市場。
作為大牌檔發祥地的香港，自1980年代起便有大牌檔因為政府收回經營牌照，或者所在的舊區需要清拆重建等原因，導致大量大牌檔需要結業，在千禧年後更接近被趕絕，大牌檔被認為是香港飲食文化的傳統特色，其保育日漸受到香港市民的重視，政府遂協助部分僅存的大牌檔進行翻新工程，提升大牌檔的衛生水平，讓這種香港飲食文化得以延續。

### 廣州
南宋時廣州就有排檔的稱謂，但是當時意指大擺筵席的派頭，其意與現在相去甚遠。1980年代以後經濟放鬆管制，復興的私人飲食點檔以大排檔為多。大排檔在1980年代作為一種新興餐飲模式在廣州湧現。據說廣州最早的大排檔位處廣衛路一帶，後發展到珠江邊天字碼頭附近。米市路、惠福西路等亦成為坊間的美食天堂。
大排檔發展初期，普遍門面淺窄，設備簡陋，高峰時就在鋪面附近的街上多擺幾張台椅。1985年中期左右，部分大排档變得门面装修更為讲究，舖內装有空调，升級成為擁有200 ~ 400個座位的酒家、餐廳、飯店。當時較出名有勝記飯店、九記餐廳、南崗海鮮酒家等。在最辉煌的1995年左右，一条大街十四五家大排档可以由傍晚6点旺到凌晨4点，一間鋪至少有二十几张折台摆到去路中間。1990年代，大排檔就與音樂茶座、服裝夜市成為廣州的三大標誌。但是1990年代以後，大排檔的衛生問題因為被指影響到珠江水質，政府開始整頓大排檔，其後大排檔陷入低谷。廣州城市的發展也使許多大排檔不是已經在飲食業的激烈競爭中消失，就是需要搬遷到室內經營。在廣州的大排檔經營兩飯市一夜宵，菜式品種有海鮮野味，各式小炒，如：游水石斑、燉金錢龜、雙冬炆果狸、滷味、油雞、豉汁蒸排骨、菜炒肉片、白焯油菜、開煲狗肉、牛羊蛇雜湯和煲仔飯等。

### 中國其他地區
中國大陸的各類食店從1960年代至改革開放前主要是由國有企業經營，踏入1980年代後對私人營商的管制逐漸放鬆，大牌檔传到大陆地区，但是多寫成「大排檔」，是改革開放後最早興起的其中一種私營食店。中國大陸的大排檔通常聚集在一起經營，類似台灣夜市的食店區，初期以販賣小吃為主，後來逐漸多樣化，麻辣燙、燒烤、火鍋、海鮮和小菜等都有出售。在中國大陸，大排檔有時也叫成「排檔」。由於大牌檔的經營常帶來滋擾和衛生問題，所以近年已成為城管的整治對象。

#### 北京
北京的露天大排档在入夏后较受欢迎，在夏夜到夜市大排檔吃小吃是北京百姓的休闲活動之一。雖然大排档的衛生水平不好，但居民喜歡可以各自各向老闆叫喜歡的菜和圍著一起吃的熱鬧，也認為既然选择在大排档吃，就得容忍其卫生状况。大排檔的食物款式多，以麻辣烫和烧烤为主，也有麻辣小龙虾、烤羊肉串和煮毛豆等小吃，但衛生問題受到當局關注，北京市於2013年禁止大排檔售賣涼菜，至於煮毛豆和煮花生由于经过高温水煮，所以不属被禁售的凉菜范围，而大排檔工作人員应穿戴整洁的工作衣和帽，不可佩戴戒指和涂抹指甲油。由於大排檔佔用路面引起居民投訴，因此在2015年規定大排檔必须开设在地区管委会同意设立的固定区域内，并且应具有给排水設施和电力供應，並要距离污水池、暴露垃圾场站、旱厕等污染源至少25米以上。燒烤食品如羊肉串容易造成空氣污染，所以露天燒烤已被禁止。

#### 上海
上海的餐館至1980年代末仍大多是國營，服務和菜式越來越難滿足居民的要求，因此有居民在虹口区南部的乍浦路開設了上海市最早的大排檔。比起国营老字号，大排檔的菜式更新速度快，价格又灵活，所以很受歡迎，其他業者爭相仿效，因此這種民营馆子如雨后春笋般開設。乍浦路的大排檔雖然盛極一時，但後來因為市政府强打及拆除违章建筑，所以逐漸走向消亡。除了乍浦路之外，临汾路的彭浦夜市是上海最著名的夜市之一，有各色烧烤海鲜販賣。2010年的彭浦新村已发展成上海北部最大地摊聚集区，但因為過度擴充，令道路寸步难行，至2013年底，临汾路的彭浦夜市終被闸北区政府取締。寿宁路開設有售賣小龍蝦而聞名的大排檔，曾經座無虛席，後來因為引發治安問題，城管加強管制，不准再在路邊放座位。由於大排檔的經營造成漫天油烟，遍地垃圾，扰民引發大量投诉，也有居民認為這樣會損害上海的市容，所以大排檔在上海正受到越來越多的管制。

## 保育

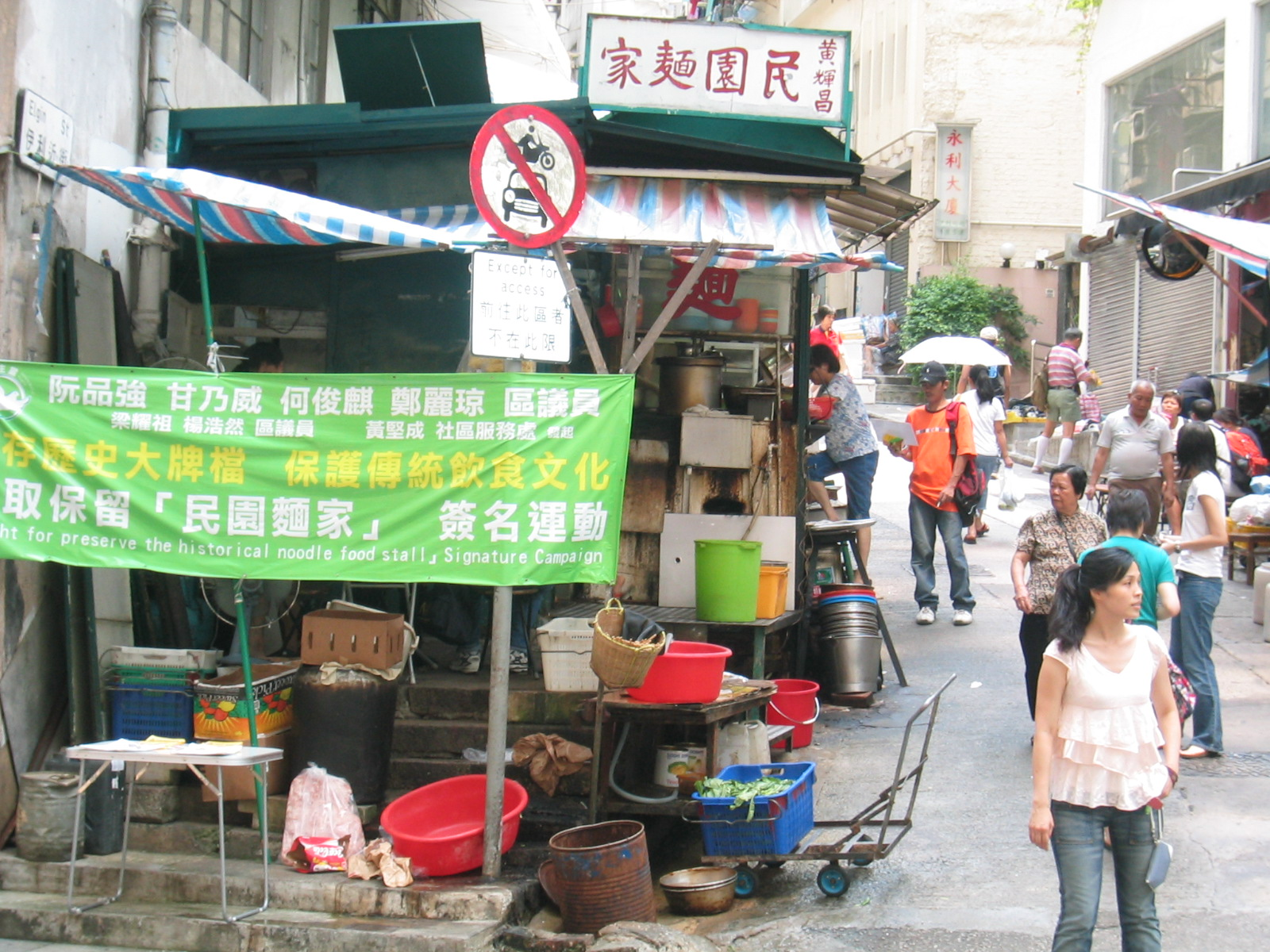
2005年民園麵家結業，在香港引發保育大牌檔的聲音

香港經濟在1960年代中期起有較快的發展，市民消費能力增加下對飲食及衛生的要求也較以往提高，港式快餐店及美式快餐店在1970年代紛紛開業和擴充，這些連鎖快餐店提供的飲食環境遠較大牌檔舒適，而大牌檔的衛生水平卻一直沒有提升，與社會經濟的發展脫節，更被認為對社區衛生有負面的影響，因此成為市區重建中被遷拆的對象
。由於有部分大牌檔未有遵守規則，隨處堆放食材、食具及廚餘引起環境衛生問題，經營時產生大量油煙及噪音，違規擴充營業範圍，佔用路面阻礙車輛及路人通行，因而與市民發生摩擦及引起居民的投訴，政府亦因種種原因在政策方向上趨向取締大牌檔，不過隨著大牌檔走向絕跡，香港社會對保留大牌檔及保存這種香港飲食文化的聲音亦漸趨增加，並漸漸產生在減低大牌檔的滋擾及保育大牌檔飲食文化之間要取得平衡的共識。
2005年5月，位於中環伊利近街的一家著名大牌檔民園麵家，因為持牌人黃光慶逝世而被政府收回牌照，喚起香港市民再次關注這種香港飲食文化的存續，各界人士亦協助麵家繼續經營，立法會更通過動議促請政府制訂大牌檔文化承傳政策，期望政府重新發牌，惟政府無意改變初衷，麵家於7月30日結業。同年12月1日，民園麵家在原址對面的舖位以茶餐廳形式繼續經營，然而不少人仍然懷念其原有的街頭大牌檔風格。
香港政府於2009年宣布大牌檔保育方案，為大牌檔建設排污渠及煤氣管，並且協助破舊的大牌檔進行翻新工程。2015年，當局正檢討在滿足環境衛生、污水排放及座位劃分等條件下，對已停止發放多年的大牌檔新牌照進行解凍，在有附加條件下發出新牌照，同時亦研究放寬現有大牌檔牌照的繼承條件。

## 外部連結
维基共享资源上的相關多媒體資源：大牌檔
- 立法會食物安全及環境衞生事務委員會 - 發給街上熟食檔的固定攤位（ 熟食或小食） 小販牌照政策（页面存档备份，存于）
- 立法會食物安全及環境衞生事務委員會 - 小販發牌政策檢討（页面存档备份，存于）
- 百家廊：別矣，香港街邊大排檔（页面存档备份，存于），文匯報，2008年1月6日
- 鐵皮老店 承傳大排檔風味[]，星島日報，2008年6月25日